# Seniseneb (Hatschepsut)
Seniseneb (auch Seni-seneb) bekleidete unter Hatschepsut und Thutmosis III. das priesterliche Amt der Gottesverehrerin des Amun und unterstand damit direkt Hatschepsut, der Gottesgemahlin des Amun.
Seniseneb war die Tochter des Hapuseneb und Gemahlin des Puimre, dem zweiten Priester des Amun. Sie versah als priesterliche Sängerin der Hathor auch die täglichen Opferrituale für Amun und war im Verwaltungsbereich der Domänen von Hatschepsut tätig.
Das Priesteramt Gottesverehrerin des Amun erlebte im Verlauf des Neuen Reiches eine Aufwertung als ein weiterer allein stehender Namensbestandteil des Titels Gottesgemahlin des Amun.